# Once Upon a Time (Simple Minds)
| Recensione                    | Giudizio |
| ----------------------------- | -------- |
| AllMusic                      | [ 7 ]    |
| CMJ                           | buono    |
| Martin C. Strong              | 8/10     |
| Robert Christgau              | B-       |
| Rolling Stone                 | [ 11 ]   |
| Spin                          | negativo |
| Encyclopedia of Popular Music | [ 13 ]   |
| sentireascoltare              | (7.5/10) |

Once Upon a Time è il settimo album in studio del gruppo musicale britannico Simple Minds, pubblicato il 21 ottobre 1985.

## Tracce
Testi e musiche di Simple Minds.
1. Once Upon a Time – 5:44
2. All the Things She Said – 4:16
3. Ghost Dancing – 4:46
4. Alive and Kicking – 5:24
5. Oh Jungleland – 5:12
6. I Wish You Were Here – 4:42
7. Sanctify Yourself – 5:00
8. Come a Long Way – 5:08

## Formazione
- Jim Kerr – voce
- Charlie Burchill – chitarra
- John Giblin – basso
- Michael MacNeil – pianoforte, sintetizzatore
- Mel Gaynor – batteria, voce

### Altri musicisti
- Robin Clark - voce
- Michael Been dei Call - cori
- The Simms Brothers - cori
- Carlos Alomar - cori
- Sue Hadjopoulos - percussioni in All the Things She Said

### Produzione
- Jimmy Iovine - produzione
- Bob Clearmountain - produzione
- Moira Marquis - ingegneria del suono
- Mark McKenna - ingegneria del suono
- Martin White - assistenza ingegneria
- Bob Ludwig - masterizzazione
- Bob Schwall - assistenza tecnica
- Judy Reeves - assistenza tecnica
- Bob Tis - assistenza tecnica

## Classifiche

### Classifiche settimanali
| Classifica (1985/86) | Posizione massima |
| -------------------- | ----------------- |
| Australia            | 7                 |
| Canada               | 3                 |
| Francia              | 7                 |
| Germania             | 5                 |
| Italia               | 2                 |
| Norvegia             | 6                 |
| Nuova Zelanda        | 3                 |
| Paesi Bassi          | 1                 |
| Regno Unito          | 1                 |
| Stati Uniti          | 10                |
| Svezia               | 4                 |
| Svizzera             | 7                 |

### Classifiche di fine anno
| Classifica (1985) | Posizione |
| ----------------- | --------- |
| Francia           | 26        |
| Italia            | 17        |
| Paesi Bassi       | 11        |
| Regno Unito       | 36        |
| Classifica (1986) | Posizione |
| Canada            | 31        |
| Germania          | 54        |
| Nuova Zelanda     | 33        |
| Paesi Bassi       | 17        |
| Regno Unito       | 21        |
| Stati Uniti       | 24        |